# ثابت بهنجارسازی
از مفهوم ثابت بهنجارسازی (به انگلیسی: Normalizing constant) برای کاهش دادن هر «تابع احتمال» به یک «تابع چگالی احتمال» استفاده می‌شود، در تابع چگالی احتمال، احتمال کل برابر ۱ است.
کاربرد گسترده‌ای از ثابت بهنجارسازی در نظریهٔ احتمال و انواع زمینه‌های ریاضیات دیده می‌شود.

## تعریف
در نظریه احتمال، یک ثابت بهنجارسازی نوعی ثابت است که یک تابع همه جا غیر منفی باید در آن ضرب می‌شود، و در نتیجه آن، مساحت زیر گراف برابر ۱ می‌شود، و مثلاً از آن برای ساخت یک تابع چگالی احتمال یا یک تابع جرم احتمال استفاده می‌شود.

## مثال
اگر از تابع گاوسی شروع کنیم
{\displaystyle p(x)=e^{-x^{2}/2},x\in (-\infty ,\infty )}
ما انتگرال گاوسی متناظر زیر را داریم
{\displaystyle \int _{-\infty }^{\infty }p(x)\,dx=\int _{-\infty }^{\infty }e^{-x^{2}/2}\,dx={\sqrt {2\pi \,}},}
حال اگر ما از مقدار وارون آخری به عنوان ثابت بهنجارسازی برای اولی استفاده کنیم، می‌توان یک تابع {\displaystyle \varphi (x)} را به صورت زیر تعریف کرد
{\displaystyle \varphi (x)={\frac {1}{\sqrt {2\pi \,}}}p(x)={\frac {1}{\sqrt {2\pi \,}}}e^{-x^{2}/2}}
در نتیجه این کار انتگرال آن برابر واحد ۱ است
{\displaystyle \int _{-\infty }^{\infty }\varphi (x)\,dx=\int _{-\infty }^{\infty }{\frac {1}{\sqrt {2\pi \,}}}e^{-x^{2}/2}\,dx=1}
آن موقع تابع {\displaystyle \varphi (x)} یک تابع چگالی احتمال است؛ که چگالی توزیع نرمال استاندارد است. (استاندارد، در این حالت، یعنی امید ریاضی برابر ۰ و واریانس برابر ۱ است).
در اینجا ثابت {\displaystyle {\frac {1}{\sqrt {2\pi \,}}}} همان «ثابت بهنجارسازی» برای تابع {\displaystyle p(x)} است.